# Lefka Ori (ferry)
Cet article a pour sujet le ferry d'ANEK Lines nommé Lefka Ori. Pour la chaîne montagneuse crétoise, voir Lefká Óri.
Pour les articles homonymes, voir Léfka.
Le Lefka Ori (en grec : Λευκά Όρη, Lefká Ori) est un ferry du groupe Attica. Construit entre 1986 et 1987 aux chantiers Mitsubishi Heavy Industries de Shimonoseki pour la compagnie japonaise Highashi Nihon Ferry, il portait à l'origine le nom de Varuna (ばるな, Baruna). Mis en service en juillet 1987 sur les lignes entre l'île d'Hokkaidō et Ōarai, sur la côte pacifique de l'île d'Honshū, il est à l'époque l'un des plus grands ferrys du Japon. Vendu en 1998 à la compagnie grecque Strintzis Lines, il est mis en service en janvier 1999 entre la Grèce et l'Italie sous le nom de Superferry Hellas . En 2000, à l'occasion du rachat de Strintzis Lines par le groupe Attica et son changement de nom en Blue Star Ferries, le navire est rebaptisé Blue Horizon. Depuis 2009, il est principalement affecté aux lignes de la mer Égée vers les Cyclades et le Dodécanèse et plus récemment vers la Crète. En raison de l'implication de son équipage dans une affaire d'homicide ayant provoqué une indignation à travers toute la Grèce, le navire est rebaptisé Lefka Ori et transféré dans un premier temps à la fin de l'année 2023 sous les couleurs de la compagnie ANEK Lines, désormais filiale du groupe Attica, puis finalement au sein de la flotte de Superfast Ferries en février 2024.

## Histoire

### Origines et construction
À la fin des années 1980, la compagnie japonaise Higashi Nihon Ferry décide de renouveler sa flotte en service sur la ligne entre Ōarai et Muroran. Afin de se maintenir au niveau de sa concurrente Taiheiyō Ferry qui a annoncé la construction de navires particulièrement imposants, une commande portant sur deux unités semblables est passée auprès du constructeur Mitsubishi Heavy Industries.
Conçu de manière similaire à celle du futur navire de Taiheiyō Ferry, le navire d'Higashi Nihon Ferry présente des caractéristiques très proches avec une longueur d'environ 190 mètres pour une largeur de 27 mètres. Mais au delà des dimensions voisines, le nouveau navire est doté, tout comme son modèle, d'un vaste garage sur deux niveaux couvrant la hauteur de quatre ponts, permettant de transporter environ 150 remorques ainsi qu'une centaine de véhicules particuliers. Prévu pour transporter 680 passagers, les locaux leur étant destiné seront étendus sur deux ponts et proposeront des prestations classiques avec un espace de restauration, des suites et cabines privatives en 1re classe ainsi que des bains publics.
Construit à Shimonoseki, le navire, baptisé Varuna, est mis sur cale le 2 décembre 1986. Lancé le 31 mars 1987, il est ensuite livré à Higashi Nihon Ferry le 10 juillet.

### Service

#### Higashi Nihon Ferry (1987-1998)
Le Varuna est mis en service le 20 juillet 1987 entre Ōarai et Muroran en remplacement du premier Varuna. En juillet 1989, l'arrivée de son sister-ship le Victory entraîne son déplacement entre Sendai et Tomakomai.
En 1998, le Varuna et son jumeau sont supplantés sur leurs lignes habituelles par le nouveau Varuna et l‘Hercules. Le Varuna est alors vendu à la compagnie grecque Strintzis Lines.

#### Strintzis Lines/Blue Star Ferries (Attica) (depuis 1998)
Réceptionné par son nouveau propriétaire, le navire est rebaptisé Superferry Hellas. Courant 1998, il quitte le Japon pour rejoindre la Grèce. Arrivé en septembre aux chantiers de Perama, il bénéficie de quelques travaux de transformation portant notamment sur la réfection des aménagements intérieurs. De nouvelles installations et de nouvelles cabines sont ajoutées et un bloc est adjoint à l'arrière du navire, permettant entre autres l'ajout et d'un bar-lido avec piscine. Les travaux se poursuivent jusqu'en janvier 1999. 
Le navire est mis en service le 6 janvier 1999 sur les lignes de Strintzis Lines en mer Adriatique entre la Grèce et l'Italie. En 2000, à la suite du rachat de Strintzis Lines par le groupe Attica, la compagnie devient dans un premiers temps Blue Ferries puis Blue Star Ferries. À l'occasion, le Superferry Hellas est rebaptisé Blue Horizon.
À partir de janvier 2004, le navire est affecté entre Le Pirée et la Crète. Le 20 mars, un incendie se déclare à bord mais est rapidement maîtrisé et ne fait aucun blessé.
L'année suivante, en 2005, la desserte de la Crète est interrompue et le Blue Horizon retourne naviguer en mer Adriatique. Il retrouvera la mer Égée en 2009 lors de son transfert entre Le Pirée et les Cyclades puis de nouveau sur la Crète en 2010. 
En raison de la crise touchant le marché des lignes maritimes grecques au début des années 2010, le navire est retiré du service à partir du 28 avril 2011 et désarmé dans un premier temps à Drapetsóna puis à Syros. Il reprend finalement du service en 2013, tout d'abord en mer Adriatique puis finalement en mer Égée entre Le Pirée, la Crète, les Cyclades et le Dodécanèse.
Le 23 mai 2018, alors que le Blue Horizon quitte le port du Pirée, des personnes à bord signalent à l'équipage qu'un passager de 25 ans serait tombé par-dessus bord. Immédiatement, le commandant ordonne le retour du navire au port tandis que cinq patrouilleurs des garde-côtes et de la marine grecque se mettent à la recherche de l'homme qui ne sera cependant jamais retrouvé.
Au cours de l'année 2020, le navire est immobilisé en raison de la crise sanitaire liée à la pandémie de Covid-19. Après une longue période de désarmement, il reprend son service vers la Crète le 1er juillet. Le 24 août, alors qu'il se trouve amarré au port d'Héraklion, une fuite de vapeur survient dans la salle des machines, blessant quatre membres de l'équipage dont un très grièvement qui décèdera quelques heures plus tard.
Le 5 septembre 2023 alors que le ferry s'apprête à quitter Le Pirée pour rejoindre la Crète, un passager retardataire franchit l'enceinte du port et tente d'embarquer par la rampe axiale arrière encore ouverte. Il est alors violemment repoussé par un membre d'équipage tandis que le navire s'écarte du quai et chute dans les eaux du port sous le regard des passagers. L'homme de 36 ans, Antonis Karyotis, meurt noyé et l'affaire suscite une indignation à travers tout le pays, débouchant notamment sur une grève générale des syndicats de marins grecs et la démission du ministre de la marine marchande Miltiadis Varvitsiotis et du directeur général du groupe Attica, Spiros Paschali. Cinq membres de l'équipage, dont le commandant, seront inculpés pour homicide et complicité de meurtre. Cet évènement aura également une incidence directe sur le navire quelques mois plus tard, à l'occasion du rachat de la compagnie historique ANEK Lines par le groupe Attica, la direction décide de transférer le Blue Horizon au sein de sa nouvelle filiale afin de le dissocier de cette affaire. Ainsi, le navire, immobilisé à Perama depuis l'incident, est repeint aux couleurs d'ANEK Lines et rebaptisé Lefka Ori. Remis en service sous son nouveau nom entre Le Pirée et la Crète à partir de novembre, sa carrière pour ANEK Lines sera cependant de courte durée puisqu'en février 2024, le navire est transféré chez Superfast Ferries, autre filiale du groupe. Après avoir été mis aux couleurs de son nouvel opérateur, avec notamment sa coque repeinte en rouge, le Lefka Ori est inséré sur le trafic de Superfast entre la Grèce et l'Italie le 27 février.

## Aménagements
Le Lefka Ori s'étend sur 11 ponts. Bien que le navire n'en compte en réalité que 9, deux d'entre eux, inexistants au niveau des garages, sont tout de même comptabilisés. Les locaux passagers occupent la totalité des ponts 7 et 8 tandis que l'équipage loge sur le pont 9. Les ponts 3 et 5 abritent quant à eux les garages.

### Locaux communs
À l'époque japonaise du navire, les passagers avaient à leur disposition un restaurant-théâtre et un snack-bar sur le pont 8, deux bains publics (appelés sentō) et, un salon de thé, une salle de jeux et une boutique sur le pont 7.
Depuis les transformations effectuées par Strintzis Lines, le navire est équipé sur le pont 7 d'un bar-salon, d'un restaurant self-service, d'un pub et d'un restaurant à la carte ainsi que d'une boutique. Sur le pont 8 arrière se trouve aussi un bar extérieur avec piscine. 

### Cabines
À bord du Varuna les cabines étaient situées sur les ponts 7 et 8. Le navire était équipé en 1re classe de 24 cabines spéciales doubles de style occidental, 48 cabines à quatre places de style occidental, cinq à quatre de style japonais, 168 couchettes de 2de classe réparties dans 14 cabines à douze et six dortoirs pour un total de 232 places.
Aujourd'hui, le navire dispose de 164 cabines privatives sur les ponts 7 et 8 pour un total de 530 couchettes. Toutes les cabines disposent de sanitaires comprenant douche, WC et lavabo.

## Caractéristiques
Le Lefka Ori mesure 187,13 mètres de long pour 27 mètres de large, son tonnage était à l'origine de 16 722 UMS (ce qui n'est pas exact, le tonnage des car-ferries japonais étant défini sur des critères différents), avant d'être porté à 27 230 UMS lors de sa refonte de 1999. Il pouvait, dans sa configuration initiale, embarquer 680 passagers et 116 véhicules dans un spacieux garage pouvant également contenir 147 remorques accessible par deux portes rampes latérale, l'une à la proue et l'autre à la poupe du côté tribord, et deux portes axiales à l'avant et à arrière. À la suite des travaux de 1999, le navire peut embarquer 1 510 passagers et 870 véhicules. Ses accès au garage n'ont pas été modifiés, bien qu'une rampe spécialement dédiée aux piétons ait été ajoutée à la poupe et que la porte axiale avant ait été condamnée. La propulsion du Lefka Ori est assurée par deux moteurs diesels MAN-Mitsubishi 8L58/64 développant une puissance de 21 880 kW entrainant deux hélices faisant filer le bâtiment à une vitesse de 24 nœuds. Il est aussi doté d'un propulseur d'étrave ainsi que d'un stabilisateur anti-roulis. Les dispositifs de sécurité étaient à l'époque essentiellement composés de radeaux de sauvetage mais aussi d'une embarcation semi-rigide de secours. Depuis 1999, le navire est équipé de quatre embarcations de sauvetage fermées de grande taille.

## Ligne desservie
De 1987 à 1998, le Varuna a navigué pour le compte de la compagnie Higashi Nihon Ferry sur les lignes entre la côte pacifique du Japon et l'île d'Hokkaidō sur les axes Ōarai - Muroran de 1987 à 1989 puis Sendai - Tomakomai jusqu'en 1998. 
À partir de 1999, le navire a desservi les lignes de Strintzis Lines puis de Blue Star Ferries entre la Grèce et l'Italie, tout d'abord sur Patras - Igoumenitsa - Corfou - Ancône/Venise puis Patras - Igoumenitsa - Bari à partir de 2003. À partir de 2004, il dessert périodiquement les lignes de la mer Égée vers la Crète entre Le Pirée et La Canée mais aussi l'archipel des Cyclades et du Dodécanèse vers les îles de Santorin, Kos et Rhodes.
À la fin des années 2010, le Blue Horizon est transféré sur la ligne saisonnière de Blue Star Ferries vers la Crète entre Le Pirée et Héraklion. Il conservera cette affectation jusqu'en février 2024 avant d'être de nouveau déployé entre la Grèce et l'Italie sur la liaison Patras - Igoumenitsa - Venise.